# Nationale Bank van Servië
Nationale Bank van Servië (Servisch: Народна банка Србије / Narodna banka Srbije) is de centrale bank van Servië.
Deze bank werd op 2 juli 1884 opgericht naar model van de Nationale Bank van België.
De Nationale Bank van Servië is uitgever van de Servische dinar.